# Itaobim
Itaobim est une municipalité brésilienne de l'État du Minas Gerais et la microrégion de Pedra Azul.